# المقضبة
المقضبة إحدى قرى مركز الحسنة التابع لمحافظة شمال سيناء بجمهورية مصر العربية.